# Milko Georgiev
Milko Georgiev (tiếng Bulgaria: Милко Георгиев; sinh 3 tháng 8 năm 1998) là một cầu thủ bóng đá Bulgaria thi đấu ở vị trí tiền vệ cho Botev Plovdiv.

## Sự nghiệp

### Botev Plovdiv
Sinh ra ở Vidin, Georgiev gia nhập Botev Plovdiv ở cấp độ học viện năm 2013. On 24 tháng 4 năm 2016, anh ra mắt A Group trong trận derby trước Lokomotiv Plovdiv.
Ngày 16 tháng 6 năm 2017, Georgiev ký hợp đồng chuyên nghiệp đầu tiên cùng với câu lạc bộ. Vào tháng 7 năm 2017, anh được cho mượn đến câu lạc bộ Second League Oborishte Panagyurishte nhưng không đạt được đồng thuận và tháng 8 anh chuyển đến Chernomorets Balchik theo dạng cho mượn.

## Thống kê sự nghiệp

### Câu lạc bộ
Tính đến 25 tháng 5 năm 2017 
| Thành tích câu lạc bộ | Thành tích câu lạc bộ | Thành tích câu lạc bộ | Giải vô địch | Giải vô địch | Cúp                  | Cúp                  | Châu lục | Châu lục  | Khác | Khác      | Tổng | Tổng      | Tổng |
| Câu lạc bộ            | Giải vô địch          | Mùa giải              | Trận         | Bàn thắng    | Trận                 | Bàn thắng            | Trận     | Bàn thắng | Trận | Bàn thắng | Trận | Bàn thắng |      |
| Bulgaria              | Bulgaria              | Bulgaria              | Giải vô địch | Giải vô địch | Cúp bóng đá Bulgaria | Cúp bóng đá Bulgaria | Châu Âu  | Châu Âu   | Khác | Khác      | Tổng | Tổng      |      |
| --------------------- | --------------------- | --------------------- | ------------ | ------------ | -------------------- | -------------------- | -------- | --------- | ---- | --------- | ---- | --------- | ---- |
| Botev Plovdiv         | A Group               | 2015–16               | 3            | 0            | 0                    | 0                    | 0        | 0         | –    | –         | 3    | 0         |      |
| Botev Plovdiv         | First League          | 2016–17               | 9            | 0            | 1                    | 0                    | –        | –         | –    | –         | 10   | 0         |      |
| Botev Plovdiv         | Tổng                  | Tổng                  | 12           | 0            | 1                    | 0                    | 0        | 0         | 0    | 0         | 13   | 0         |      |
| Thống kê sự nghiệp    | Thống kê sự nghiệp    | Thống kê sự nghiệp    | 12           | 0            | 1                    | 0                    | 0        | 0         | 0    | 0         | 13   | 0         |      |

1. ↑  Includes Siêu cúp bóng đá Bulgaria matches.
2. ↑  UEFA Europa League matches.

## Danh hiệu
Botev Plovdiv
- Cúp bóng đá Bulgaria: 2016–17